# زانه تامانه
زانه تامانه (لتونیایی: Zane Tamane؛ زادهٔ ۲۴ سپتامبر ۱۹۸۳) بازیکن بسکتبال زن اهل لتونی بود.
از باشگاه‌هایی که در آن بازی کرده‌است می‌توان به فینکس مرکوری اشاره کرد.